# 姚克方
姚克方（1899年11月1日—1973年6月10日），号布之，男，浙江吴兴人，中国血吸虫防治专家。曾任中华医学会会长。

## 生平
1917年考入湖南湘雅醫學院，1924年畢業。1925年到北京協和醫院進修寄生蟲學科。1929年回浙江，先後在嘉興、吳興福音醫院工作。1934年赴美國北卡羅萊納州杜克大學醫學院醫學院任研究員一年。抗日戰爭時期，歷任國民政府衛生署公共衛生人員訓練所所長、簡任技正、藥品經理委員會主任委員、醫療防疫總隊隊長，貴州省衛生處處長、行政院衛生署視察、行政院衛生署醫政處處長、高級醫事職校校長，湘雅醫學院寄生蟲學科、貴陽醫學院公共衛生學科教授。1944年赴美國考察衛生工作，並加入美國公共衛生學會。抗戰勝利後，任衛生署京、滬辦事處特派員，南京中央醫院院長。1948年應邀赴英國考察衛生工作。
1949年後任中央醫院院長。1950年調任中南軍政委員會衛生部副部長兼漢口協和醫院院長、漢口博醫技術專門學校校長。抗美援朝戰爭中，親自帶領醫務人員到前線調查衛生工作，搶救傷員。1956年調任湖北省衛生廳廳長兼任中國醫學科學院湖北分院副院長、省血吸蟲病防治委員會副主席。
1973年6月在武漢病逝。

## 社会兼职
曾任第一屆全國政協會議代表，第二、三、四屆全國政協委員，湖北省第二、三屆政協副主席，二、三省人民委員會委員，「民革」候補中央委員、「民革」湖北省第三屆委員會副主委，中華醫學會副會長、武漢分會理事長。